# Смолевка (посёлок)
Смолевка — упразднённый посёлок в Хабарском районе Алтайского края России. Располагался на территории современного Мичуринского сельсовета. Точная дата упразднения не установлена.

## География
Располагался в 3 км к юго-западу от посёлка Московка.

## История
Основан в 1914 году. В 1928 г. деревня Смолевская состояла из 48 хозяйств. В составе Московского сельсовета Хабаровского района Славгородского округа Сибирского края.

## Население
В 1926 г. в посёлке проживало 256 человек (123 мужчины и 133 женщины), основное население — русские.